# Telemedizin
Die Telemedizin ist ein Teilbereich der Telematik im Gesundheitswesen und bezeichnet Diagnostik und Therapie unter Überbrückung einer räumlichen oder auch zeitlichen („asynchron“) Distanz zwischen Arzt (Telearzt), Therapeut (Teletherapeut), Apotheker und Patienten oder zwischen zwei sich konsultierenden Ärzten mittels Telekommunikation.

## Geschichte
Als erster Anwendungsfall der Telemedizin gilt ein banaler Vorgang des 10. März 1876. Der britische Erfinder Alexander Graham Bell hatte sich bei der Beschäftigung mit seinem Patentobjekt „Telefonapparatur“ versehentlich Säure über den Anzug geschüttet und das Gerät dazu genutzt, seinen – im Nebenzimmer anwesenden – Kollegen Thomas A. Watson zur Hilfe zu rufen. Betrug die Entfernung bei diesem ersten medizinischen Not- bzw. Fernruf vor nur 130 Jahren nur wenige Meter, so hat sich die Telemedizin bis heute zu einem Instrument weiterentwickelt, das dem Bodenpersonal der amerikanischen Raumfahrtbehörde „NASA“ die medizinische Überwachung bzw. Betreuung der in der Thermosphäre befindlichen Astronauten ermöglichte – in Echtzeit!

## Ziele
Ziele der Telemedizin sind
- die Verbesserung der Gesundheit der Bürger durch Bereitstellung lebenswichtiger Informationen – gegebenenfalls auch zwischen Ländern – unter Einsatz elektronischer Gesundheitsdienste,
- die Verbesserung von Qualität und Zugänglichkeit der medizinischen Versorgung durch Einbeziehung elektronischer Gesundheitsdienste in die Gesundheitspolitik und durch Koordinierung der politischen, finanziellen und technischen Strategien der EU-Länder,
- die Schaffung effizienter, benutzerfreundlicher und umfassend akzeptierter elektronischer Gesundheitsdienste durch die Einbeziehung von Fachleuten und Patienten in Strategie, Gestaltung und Umsetzung.[2]

## Allgemeines
Telemedizinische Verfahren werden in größerem Umfang seit den 1980er Jahren erprobt. Triebkraft zur Telemedizin ist eine räumliche Trennung von Arzt und Patient oder Arzt und Facharzt, wie in der Raumfahrt (hier auch Telemetrie), bei Expeditionen (Arktis, Antarktis) oder in militärischen Einsätzen. Auch großflächige Länder mit einer geringen Einwohnerzahl in entlegenen Gebieten haben früh einen Bedarf an telemedizinischen Anwendungen gesehen. Aus diesem Grund sind viele Forschungen in Norwegen erfolgt. Neben der Telemedizin existieren auch andere Formen der Versorgung, wie die Flying Doctors aus Australien. Gerade was die Versorgungsqualität angeht, bietet die telemedizinische Rehabilitation enorme Vorteile. Der Patient übt zu Hause unter Überwachung durch Therapeuten, die er bereits von seinem Aufenthalt in der Fachklinik kennt. Mit der Telerehabilitation ist auch außerhalb von Ballungsgebieten eine flächendeckende Reha-Nachsorge möglich. Fahrten zur Therapieeinrichtung entfallen. Patienten, die nach ihrer stationären Rehabilitationsmaßnahme bereits wieder berufstätig sind, können ihre Übungen bei freier Zeiteinteilung berufsbegleitend absolvieren.
In medizinisch gut versorgten Gebieten wird die Telemedizin mit dem Ziel der Qualitätsverbesserung zum Beispiel durch Einholung einer Zweitmeinung verwendet, außerdem zur Verbesserung der Lebensqualität der Patienten durch eingesparte Wege zum Arzt oder zur Vorbeugung von Notfällen durch apparative Beobachtung. Die Telemedizin kann damit eine Antwort auf die medizinischen Herausforderungen unserer Zeit geben, die durch Alterung der Gesellschaft und chronische Krankheiten geprägt ist. Der Einsatz von Informations- und Kommunikationstechnik im medizinischen Bereich wird bereits in einzelnen Projekten verwirklicht, findet allerdings nur in geringem Ausmaß den Weg in die Regelversorgung. Um den aktuellen medizinischen Herausforderungen gerecht zu werden, ist allerdings eine flächendeckende telemedizinische Versorgung der gesamten Bevölkerung notwendig. Trotz einer Vielzahl von Projekten wurden nur wenige in die Regelversorgung übernommen. Telemedizin kann auch einen Beitrag zur Verbesserung der Aus-, Fort- und Weiterbildung leisten.
Dass der Behandlungserfolg eben nicht nur auf verbesserten technischen Bedingungen beruht, wies unter anderem eine dreigeteilte randomisierte Studie des Group Health Center for Health Studies in Seattle nach. Laut der Veröffentlichung im US-amerikanischen Ärztefachblatt JAMA vom Juni 2008 erfuhren nur die Patienten mit einer direkten persönlichen Internet-Beratung eine statistisch signifikante Steigerung des Therapieerfolgs (adjustiertes relatives Risiko auf eine verbesserte Blutdruckkontrolle: 3,32; 95-Prozent-Konfidenzintervall 1,86-5,94). In Anbetracht dieser und ähnlicher Forschungsbefunde ist eine „Substitution des für Heilungsverläufe sehr wichtigen persönlichen Arzt-Patient-Austausches durch die Telemedizin (…) weder sinnvoll geschweige denn ernsthaft gewollt.“ Telemedizin wird oft falsch verstanden, sie ist nicht der Einsatz von elektronischen Geräten und Software, sondern eine neue Behandlungsform, unter Einsatz eines neuen Mediums. Derartige Behandlungsverfahren müssen präzise definierten Regeln gehorchen und ihre Wirksamkeit muss nachgewiesen sein – nicht einfach nur technisch funktionieren. Neben den medizinischen und behandlungsrechtlichen Notwendigkeiten benötigen sie ein betriebswirtschaftliches Konzept für Leistungserbringer und Leistungsträger, das transparent, valide und nachvollziehbar gestaltet ist. Es gibt neue Ansätze, bei denen das Kernelement eine persönliche und vertrauliche Interaktion zwischen Arzt/Therapeut und Patient ist, also bei der die Telemedizin unterstützt und hilft, die Behandlunginteraktion zwischen Behandler und Patient zu erweitern. Wie in jeder Arzt-Patient-Beziehung ist das „Kümmern“ hierbei ein wichtiger Teil.
Der 113. Deutsche Ärztetag erklärte: „Telemedizin unterstützt ärztliches Handeln – ersetzt es aber nicht!“ und stellte fest, „dass Telemedizin kein Instrument ist, ärztliche Kompetenz zu ersetzen“.
Telemedizin ist kein Instrument, um Qualitätsstandards konventioneller medizinischer Behandlung zu unterlaufen. Telemedizinische Verfahren sollen nur dann zur Anwendung kommen, wenn konventionelle Methoden unter Berücksichtigung der spezifischen Anforderung des Verfahrens, des Orts und der Zeit der Inanspruchnahme nicht verfügbar sind oder nur mit einem unverhältnismäßig hohen Aufwand verfügbar gemacht werden können. Telemedizin und konventionelle Medizin bedürfen der Akzeptanz der beteiligten Ärzte und dürfen nicht als Gegensätze angesehen werden. Telemedizinische Anwendungen unterstützen ärztliches Handeln und sollten als ergänzende Bestandteile konventioneller Versorgungsszenarien angesehen werden, die wesentlich zur Steigerung der Versorgungsqualität beitragen können.
Zum 1. April 2017 wurde der EBM um die Gebührenordnungspositionen (GOP) 01439 und 01450 bezüglich der Betreuung eines Patienten im Rahmen einer Videosprechstunde erweitert. Zugleich wurde festgelegt, bei welchen Krankheitsbildern eine Videosprechstunde zur Verlaufskontrolle infrage kommt. Im Mai 2018 beschloss der Deutsche Ärztetag eine Änderung der Musterberufsordnung für Ärzte, die eine ausschließliche Fernbehandlung durch in Deutschland ansässige Mediziner über digitale Medien ermöglicht. Die ärztliche Sorgfalt bei Diagnostik, Beratung, Therapie und Dokumentation muss dabei gewährleistet sein, und Patienten müssen über die Online-Behandlung aufgeklärt werden. Im Zusammenhang mit der Corona-Pandemie wurden von der Kassenärztlichen Bundesvereinigung im Jahr 2020 Hinweise zur Videosprechstunde veröffentlicht. Diese gelten für Ärzte und Psychotherapeuten. „Die Videosprechstunde funktioniert ähnlich unkompliziert wie eine normale Sprechstunde auch. Die Technik setzt auf Standardgeräte, die häufig bereits vorhanden sind: Internetanbindung mit Firewall, Bildschirm (Monitor/Display), Kamera, Mikrofon und Lautsprecher.“
Die Mengenbegrenzungen (Fallzahl oder Umsatz) wurden vorübergehend für das zweite Quartal 2020 aufgehoben. „Normalerweise dürfen Ärzte und Psychotherapeuten pro Quartal maximal jeden fünften Patienten ausschließlich per Video behandeln. Auch dürfen nur 20 Prozent der Leistungen per Videosprechstunde durchgeführt werden.“ Solche Mengenbegrenzungen werden in den einzelnen Bundesländern unterschiedlich geregelt. Stand 30. März 2020 hatte die Kassenärztliche Bundesvereinigung (KBV) insgesamt 21 Anbieter für Videosprechstunden zertifiziert. Stand 16. Juni 2020 waren es 34 Anbieter; im März 2024 waren es 95.
In der Veterinärmedizin ist Telemedizin auch in Deutschland vergleichsweise verbreitet. Einige der Herausforderungen sind durch weniger gesetzliche Vorgaben einfacher zu lösen. So unterliegen etwa Arztbriefe, Röntgenbilder oder Laborberichte keinen besonderen datenschutzrechtlichen Vorgaben, weil sie eben Tiere und nicht Menschen betreffen. Einzig die Anschrift und Daten des Tierhalters müssen geschützt werden. Laut einer Umfrage der Stiftung tierärztliche Hochschule Hannover sind bei niedergelassenen Tierärzten digitale Dienste wie die Teleradiologie Standard.

## Anwendungsgebiete
- Telechirurgie
- Teledermatologie
- Telediagnostik
- Telekardiologie
- Telekonsil
- Telekonsultation
- Telemetrie
- Telemonitoring
- Teleneurologie
- Teleoperation
- Telepathologie
- Telepharmazie
- Telepsychiatrie
- Teleradiologie
- Telerehabilitation
- Teletherapie (Telemedizin)
- Videosprechstunde
- Telegastroenterologie
- Veterinärmedizin[17]
- Zahnmedizin

## Herausforderungen
Die Telemedizin hat medizinische, technische, organisatorische, wirtschaftliche und rechtliche Herausforderungen sowie subjektive Bedenken zu bewältigen:

### Medizinische Herausforderungen
Telemedizin ist nicht zwingend mit Telematik, aber immer mit Medizin in Verbindung zu bringen und hat deren Grundanforderungen zu erfüllen. Dazu gehört das Bestreben der verschiedenen Gesundheitsdiensteanbieter [wie z. B. Ärzte, mobile Pflegekräfte, Physiotherapeuten und die Vielzahl anderer Heilberufe], Gesundheit, also (laut Weltgesundheitsorganisation) einen „Zustand vollkommenen körperlichen, geistigen und sozialen Wohlbefindens und nicht die bloße Abwesenheit von Krankheit oder Gebrechen“, für die zu betreuenden Patienten zu erhalten oder wiederherzustellen. Dabei kann es aus medizinischer Sicht zu einer örtlichen Arbeitsteilung kommen, wo z. B. Patient, untersuchende medizinische Fachkraft (wie z. B. ein Radiologie-Technologe) und Facharzt nicht am gleichen Ort, wohl aber durch einen gemeinsamen medizinischen Behandlungsauftrag miteinander verbunden sind. Medizinisch ist hier wesentlich, dass die konkreten Aufgaben, Pflichten und Rechte für die verschiedenen beteiligten Berufsgruppen für den Patienten transparent definiert und qualitätsgesichert durchgeführt werden. Alle nachfolgend angeführten Teilaspekte sollen dazu beitragen, die medizinischen Kernprozesse dabei bestmöglich zu unterstützen. Durch den Einsatz von modernen Informations- und Kommunikationstechnologien sind zahlreiche neue Chancen, aber auch Risiken für diese Form der Medizin entstanden. Internet- und telemedizinisch-basierte Nachsorge: Untersuchung der Wirksamkeit der Nachsorgekonzepte IRENA und EvoCare-Teletherapie bei Patienten mit Erkrankungen des Bewegungsapparates in Bezug auf körperliche Parameter. Reha-Nachsorge für Zuhause: Studie belegt Wirksamkeit der Tele-Reha-Nachsorge ist jetzt fakultativer Bestandteil der Versorgung von Orthopädie-Patienten der DRV Bayern Süd. Der Medizinjournalist Martin U. Müller sprach sich im April 2020 dafür aus, eine Art Zusatzbezeichnung für Ärzte einzuführen, die telemedizinisch Patienten behandeln. Es erfordere besondere Fertigkeiten, aus der Ferne etwa bestimmte Erkrankungen zu diagnostizieren.

### Technische Herausforderungen
Telemedizin bedeutet die Anwendung von Kommunikationsmitteln und beinhaltet damit die Anforderung von Interoperabilität zwischen den Kommunikationspartnern. Hier haben sich in den letzten Jahren z. B. Videokonferenzstandards etabliert. Der technische Aufwand ist jedoch zum Teil groß, insbesondere, wenn radiologische Modalitäten (NMR) an weit entfernte Workstations und Archive mittels des DICOM Standards angebunden werden müssen.
Ein weiteres Problem ist die Datenqualität, die durch die Gewinnung der Daten, ihre Weiterleitung oder die Kompression von Daten verändert sein kann. Telemedizinische Verfahren sollten daher klinisch validiert sein.
Aufgrund der äußerst einschränkenden Regelungen für die Vermittlung von Patientendaten ist die Gewährleistung von Datenschutz eine Herausforderung für die Telemedizin. Personenbezogene Daten dürfen in der Regel nur anonymisiert oder pseudonymisiert ausgetauscht werden. Technische Lösungen hierzu sind auch Verschlüsselungen des Datenstroms, die aber eine entsprechende Ausstattung bei Sender und Empfänger voraussetzen. Leichte Bedienbarkeit der Geräte wichtig: Eine weitere Hürde für Telemedizin stellt die Bedienbarkeit der dafür benötigten Technologien dar – insbesondere für ältere Menschen. Diese Gruppe hatte bisher nur relativ wenige Berührungspunkte mit solchen Geräten. Gerade bei chronisch Kranken ist dies von erheblicher Bedeutung, da die Patienten die entsprechenden Geräte selbstständig, meist in häuslicher Umgebung nutzen müssen. Vor allem ältere Menschen haben häufig Schwierigkeiten beim Sehen, Hören oder bei der Fingerfertigkeit. Dies muss bei der Gestaltung der Anzeigen und Bedienungselemente berücksichtigt werden. Zudem sind zusätzliche Kontrollen wichtig, um fehlerhafte Anwendungen zu vermeiden.

### Organisatorische Herausforderungen
Die Kommunikationspartner müssen Absprachen treffen, wie der Datenaustausch erfolgen soll. Bei synchroner Übertragung sind feste Zeiten zu vereinbaren. Dies ist im Klinikalltag nicht immer zu gewährleisten. Ebenso verlangt auch die Telekonsultation die Dokumentation, was u. U. zu Mehraufwand führt. Schlecht funktionierende Abläufe sind ein Hauptgrund für Behandlungsfehler. Seit langem ist bekannt, dass in der Medizin als „Handlungswissenschaft“ die Prozessqualität (die Qualität der Behandlungsabläufe) wesentlich bedeutsamer für das Therapieergebnis ist als die Strukturqualität (beispielsweise die apparative Ausstattung einer Einrichtung). Dies bestätigen beispielsweise Analysen fehlerhafter Behandlungen, die sich in schätzungsweise 70 Prozent der Fälle auf eine ungenügende Prozessqualität zurückführen lassen. Insbesondere können Koordinationsprobleme zwischen den Beteiligten, Dokumentationsmängel, Überleitungsprobleme oder fehlende Therapieleitlinien zu Behandlungsfehlern führen. In den letzten Jahren haben strukturierte Vorgehenshilfen wie Leitlinien und sogenannte Behandlungspfade an Bedeutung gewonnen. Man verspricht sich von ihnen, dass sie die Qualität der Behandlungsabläufe erhöhen. Besonders wichtig ist es für die Leistungsträger und Leistungserbringer, dass die Behandlung den gültigen Richtlinien, qualitätsgesicherten Prozessen und Zertifizierungen unterliegt.

### Wirtschaftliche Herausforderungen
Die Telemedizin verursacht Fixkosten (Kosten der Hard- und der Software) und Betriebskosten (Verbindungskosten, Personalkosten). Hier stellt sich die Frage, wer diese Kosten übernimmt. So stellen die Vergütung und die Abrechnung vielerorts noch ein Hemmnis für die Einführung von Telemedizin dar. Viele geförderte Projekte werden daher nach dem Förderungszeitraum nicht mehr betrieben. Für die Etablierung der Telemedizin ist, neben der Wirksamkeit, auch eine Wirtschaftlichkeit zu belegen. Die EvoCare-Methode wurde von Kostenträgern – nach erfolgtem Wirksamkeits- und Wirtschaftlichkeitsbeleg – anerkannt und ist als Regelversorgung abrechnungsfähig. Sie ist die erste erstattungsfähige digitalisierte Gesundheitsleistung.

### Juristische Herausforderungen
Im Allgemeinen unterscheidet man eine „erste Meinung“ von einer ergänzenden Zweitmeinung. Während die Zweitmeinung rechtlich weniger Bedenken verursacht, kann eine rein auf Telemedizin abstützende Erstmeinung rechtlich problematisch sein. Eine solche Situation kann z. B. vorliegen, wenn kein Facharzt vor Ort ist und die Diagnose allein durch eine telemedizinische Konsultation von einem entfernten Facharzt durchgeführt wird. Die Datenqualität ist ebenfalls für die rechtliche Bewertung entscheidend. Daher sollte eine Validierung des Verfahrens durchgeführt werden. Es ist umstritten, ob es ein Fernbehandlungsverbot gibt. Das „Verbot der ausschließlichen Fernbehandlung“ ist kein Gesetz, sondern Inhalt der Berufsordnung. Die Ursprünge liegen wohl in einem Reichsgesetz zur Bekämpfung von Geschlechtskrankheiten von 1927; es ging darum zu regeln, dass Ärzte Syphilis oder Tripper nicht aus der Ferne therapieren dürfen. Heutzutage spielt vor allem der Datenschutz eine große Rolle.
Bundesgesetzliche Reglungen zur Anwendung der Telemedizin enthalten beispielsweise das Gesetz für sichere digitale Kommunikation und Anwendungen im Gesundheitswesen sowie zur Änderung weiterer Gesetze und das Digitale-Versorgung-Gesetz.

## Deutschland

### Bis einschließlich 2020
In Baden-Württemberg wurde, basierend auf einer Ausnahmeregelung der Ärztekammer Baden-Württemberg, das Labor für Telemedizin als Modellprojekt betrieben. Inzwischen wurde das Verbot der Fernbehandlung bundesweit durch die Ärztekammer aufgehoben, sodass es keiner Ausnahmeregelung mehr bedarf. Nur entsprechende psychotherapeutische Leistungen können nicht über die gesetzlichen Krankenkassen abgerechnet werden. Auch diese Einschränkung wurde aufgrund der COVID-19-Pandemie im Jahr 2020 aufgehoben.

### Im Jahr 2025
Anfang des Jahres 2025 ist festzustellen, dass die derzeit geltenden deutschen Regelungen zur allgemeinen Telemedizin, anders als beim Telenotarzt, deutliche Fehlanreize setzen und deutliche Missbrauchspotentiale beinhalten. Das heißt im einzelnen:
- Fehlanreize aufgrund absolut unverhältnishoher Vergütung gegenüber der Vergütung der niedergelassenen Hausärzte bei Behandlung in der Praxis, dadurch zudem eine unsinnige Förderung von Rosinenpickerei, d. h. Förderung eines selbstsüchtigen Bemühens um die Sicherung nur der attraktivsten Teile von etwas Bestimmtem, sodass die eher unattraktiven Teile anderen überlassen werden.
- Die diagnostischen Möglichkeiten der allgemeinen Telemedizin sind sehr eingeschränkt, der körperliche Kontakt fehlt gänzlich und der persönliche ist zudem stark eingeschränkt.
- Durch reine Telemedizin leidet die Arzt-Patienten-Beziehungen deutlich und daraus gibt es Mahnungen, Medizin sei dabei, auf eine rein funktionale, technische Ebene reduziert zu werden.
- Bislang dürfen Ärzte ihnen unbekannte Patienten im Rahmen der Videosprechstunde Betäubungsmittel und süchtig machende Medikamente verschreiben, das wird zum 1. März 2025 allerdings beschränkt.

Die Kassenärztliche Bundesvereinigung (KBV) und der Spitzenverband Bund der Krankenkassen (GKV) haben Anfang Februar 2025 als Fortschreibung zu den gemäß § 87 (20) SGB V bisherigen Vereinbarungen ergänzende „Anforderungen für die Sicherung der Versorgungsqualität von telemedizinischen Leistungen“ beschlossen, die ab dem 1. März 2025 gelten sollen.

## Schweiz
Vom 9. August 1999 bis zum 7. Juni 2018 bot das Universitätsspital Zürich (USZ) klinische Telemedizin und medizinische Onlineberatung im Internet an. Ein Ärzteteam beantwortete jährlich rund 2500 anonyme Fragen, in der Regel innerhalb von 24 bis 48 Stunden. Das Team bestand aus bis zu sechs Ärzten, die im USZ Fachärzte für klinische Telemedizin sind und über langjährige Erfahrung vor allem in der Inneren und Allgemeinmedizin verfügen. Im gesamten Zeitraum wurden 59360 Anfragen versendet und beantwortet. Die Mehrheit der Nutzenden war weiblich und im Schnitt 38 Jahre alt. Im Laufe der Zeit begannen jedoch deutlich mehr Männer und ältere Menschen Anfragen zu stellen. Die Vielfalt der medizinischen Anfragen erstreckte sich über alle Kategorien der internationalen statistischen Klassifikation der Krankheiten und verwandter Gesundheitsprobleme (ICD) und korrelierte mit der statistischen Häufigkeit von Krankheiten in den Krankenhäusern der Schweiz. Die meisten Anfragen betrafen nicht klassifizierte Symptome und Anzeichen, Dienstleistungen im Zusammenhang mit Fortpflanzung, Atemwegserkrankungen, Hautkrankheiten, Gesundheitsdienste, Erkrankungen des Augen- und Nervensystems, Verletzungen und Störungen des weiblichen Genitaltrakts. Wie beim schwedischen medizinischen Online-Beratungsdienst bezog sich ein Sechstel der Anfragen auf oftmals schambeladene und stigmatisierte Erkrankungen der Genitalien, des Magen-Darm-Traktes, sexuell übertragbare Krankheiten, Adipositas und psychische Störungen. Durch die Bereitstellung eines anonymen Raumes, in dem die Nutzenden über (schambeladene) Krankheiten sprechen können, stärken medizinische Online-Beratungsdienste die Patienten und deren Gesundheitskompetenz wird durch die Bereitstellung von individuellen Gesundheitsinformationen gefördert. Der Service der Klinischen Telemedizin und Onlineberatung des Universitätsspitals Zürich wird aktuell überarbeitet und in Zukunft in einer neuen Form angeboten.